# Patrick O'Connell
Patrick Joseph O'Connell, surnommé Paddy O'Connell, né le 8 mars 1887 à Dublin (Irlande) et mort le 27 février 1959 à Londres, est un joueur de football international irlandais devenu par la suite entraîneur.

## Biographie
Au poste de défenseur, O'Connell évolue notamment au Belfast Celtic, à Sheffield Wednesday, à Hull City et à Manchester United. Sélectionné en équipe d'Irlande, il en devient le capitaine et remporte le British Home Championship en 1914. 
Devenu entraîneur à sa retraite sportive en 1922, il émigre en Espagne, où il prend la direction du Racing de Santander pendant sept ans. Il remporte le championnat régional à cinq reprises et dirige son équipe lors de la première édition du championnat d'Espagne en 1929. Après deux années au Real Oviedo, en deuxième division, il signe au Real Betis, qu'il fait monter en première division et avec lequel il remporte finalement la Liga en 1935, le premier et seul titre de champion du club à l'heure actuelle. 
Il signe alors au FC Barcelone en 1935, mais la guerre civile espagnole éclate l'année suivante, bouleversant le football et le pays. Il remporte avec le club la Liga Mediterránea de fútbol, le championnat de la partie républicaine du pays, puis part avec le club dans sa tournée mondiale. 
Il retourne au Real Betis en 1940, à l'issue de son contrat à Barcelone, puis signe au Séville FC, qu'il mène pour sa première année à la deuxième place de la Liga en 1943. En 1945 il quitte Séville, et réalise entre 1947-1949 une dernière cape au Racing Santander, son premier club en Espagne.
Malgré ses succès, il meurt dans l'anonymat et la pauvreté en 1959, à Londres.
En août 2015, une peinture murale rend hommage à Patrick O'Connell dans la ville de Belfast (à Falls Road).